# Biełowka (obwód czelabiński)
Biełowka (ros. Беловка) – osiedle w Rosji, w obwodzie czelabińskim, w rejonie czesmieńskim. W 2010 liczyło 596 mieszkańców.